# Zang Yize
Zang Yize (* 8. September 1999 in Harbin) ist eine chinesische Shorttrackerin.

## Werdegang
Yize trat international erstmals im Februar 2015 bei den Juniorenweltmeisterschaften in Osaka in Erscheinung. Dort gewann sie die Silbermedaille über 1500 m. Im Shorttrack-Weltcup debütierte sie zu Beginn der Saison 2015/16 in Montreal und belegte dabei den 18. und den sechsten Platz über 1000 m. Im weiteren Saisonverlauf kam sie im Weltcupeinzel viermal unter die ersten Zehn und erreichte zum Saisonende den achten Platz im Gesamtweltcup über 1000 m. Zudem wurde sie Toronto und in Nagoya jeweils Zweiter mit der Staffel. Bei den Juniorenweltmeisterschaften 2016 in Sofia gewann sie über 500 m und im 1500-m-Superfinale jeweils die Bronzemedaille und mit der Staffel die Goldmedaille. Im Februar 2016 holte sie bei den Olympischen Jugend-Winterspielen in Lillehammer die Goldmedaille über 500 m. Bei der Winter-Universiade 2017 in Almaty gewann sie die Silbermedaille mit der Staffel und die Goldmedaille über 500 m. Im Februar 2017 holte sie bei den Winter-Asienspielen in Sapporo die Silbermedaille mit der Staffel und die Goldmedaille über 500 m. Bei den Weltmeisterschaften in Rotterdam im folgenden Monat holte sie mit der Staffel ebenfalls die Goldmedaille. Im Oktober 2017 siegte sie im Weltcup in Dordrecht mit der Staffel. Bei den Weltmeisterschaften 2019 in Sofia wurde er Achter im Mehrkampf.

## Weltcupsiege im Team
| Nr. | Datum             | Ort         |
| --- | ----------------- | ----------- |
| 1.  | 8. Oktober 2017   | Dordrecht 1 |
| 2.  | 10. November 2019 | Montreal 2  |
| 3.  | 21. Oktober 2023  | Montreal 3  |

## Persönliche Bestzeiten
- 500 m      42,795 s (aufgestellt am 10. November 2019 in Montreal)
- 1000 m    1:27,858 min (aufgestellt am 10. November 2018 in Salt Lake City)
- 1500 m    2:21,366 min (aufgestellt am 5. November 2016 in Calgary)
- 3000 m    5:27,198 min (aufgestellt am 10. März 2019 in Sofia)